# Le Miracle du collier
Pour plus de détails, voir Fiche technique et Distribution.
Le Miracle du collier est un film muet français réalisé par Jean Durand et sorti en 1909.

## Fiche technique
- Titre : Le Miracle du collier
- Réalisation : Jean Durand
- Société de production et de distribution : Lux Compagnie Cinématographique de France
- Pays de production :  France
- Genre : Drame
- Durée :
- Date de sortie : 
  - France : 1909

## Distribution
- Jeanne Marie-Laurent
- René Hervil